# 生如夏花
生如夏花是中国歌手朴树的第二张个人专辑，于2003年11月8日开始预购，25日正式发行。专辑仅在预购期便售出了6万张，首周出货量达30万，3个月后销量突破50万张。2004年6月专辑在马来西亚、新加坡地区发行。而《我爱你，再见》更被香港女歌手郑秀文改以粤语版翻唱，收录于《La La La》专辑中。

## 曲目
1. 傻子才悲伤
2. 我爱你，再见
3. 傲慢的上校
4. 来不及
5. Colorful Days
6. 今夜的滋味
7. 苏珊的舞鞋
8. 生如夏花
9. 且听风吟
10. La perte
11. 她在睡梦中
12. 那些花儿 (马来西亚、新加坡版Bonus Track)
13. 白桦林 (马来西亚、新加坡版Bonus Track)
14. 旅途 (马来西亚、新加坡版Bonus Track)
15. New Boy (马来西亚、新加坡版Bonus Track)